# Fromia nodosa
Fromia nodosa es una especie de estrella de mar de la familia Goniasteridae.

## Morfología
De simetría pentaradial, su cuerpo aplanado está formado por un disco pentagonal con cinco brazos.
Tienen un esqueleto interno calcáreo y un sistema ambulacral, que les sirve para la locomoción, la captura de alimentos y la respiración. Este (hidroesqueleto) toma agua del medio externo por medio del madreporito, y la presión generada en el sistema interno de cavidades sirve para mover los pequeños "pies", que salen al exterior entre las placas esqueléticas. Estos pies móviles se denominan pies ambulacrales.
El aparato digestivo consta, principalmente, de una boca en posición ventral, un estómago que se puede evertir, haciendo que su superficie interior pase a ser exterior, y un intestino corto, recto, que acaba en un ano.
Su estómago está dividido en dos sectores: el cardíaco y el pilórico. El estómago cardíaco puede revertirse y expulsarse hacia el exterior, posibilitando la digestión externa. La estrella de mar revierte este sector del estómago, lo proyecta hacia el exterior y lo introduce en la presa a digerir (por ejemplo dentro de un mejillón o caracol). La digestión extraintestinal toma unas 10 horas, y durante todo ese tiempo esta porción del estómago permanece en el exterior de la estrella de mar y en el interior de su presa.
Alcanzan un tamaño de 7,5 a 10 cm, pudiendo llegar en ocasiones a 15 cm.

## Hábitat y distribución
Entre 6 y 46 metros de profundidad. En fondos marinos arenosos y rocosos de lagunas y laderas de arrecifes. 
Se distribuyen en el océano Índico oeste, Aldabra, Maldivas, Seychelles y Ceilán.

## Alimentación
Detritívoras, predadoras y carnívoras, se alimentan tanto de detritus como de moluscos, crustáceos y otros animales marinos.

## Reproducción
Aunque muchas de ellas son hermafroditas y pueden desovar tanto óvulos como espermatozoides, también pueden tener un curioso sistema de reproducción asexual. En este tipo de reproducción, la estrella de mar, se puede regenerar totalmente a partir de un solo brazo que por cualquier razón se haya escindido.

## Mantenimiento
Solo se recomienda su adquisición a expertos. Particularmente sensibles a las variaciones de densidad del agua. Requieren de una aclimatación lenta y mediante sistema de goteo, de aproximadamente una gota por segundo. Asimismo, es necesario un acuario de arrecife maduro, dónde puedan encontrar algas y detritus, que serán su principal alimento.